# ФК Радник (Биелина)
Ра́дник (на сръбски: Fudbalski Klub Radnik / Фудбалски клуб Радник) е босненски футболен клуб от град Биелина. Основан е на 14 юни 1945 г. Домакинските си мачове отборът провежда на „Градския стадион“ в Биелина с капацитет 6000 зрители. Участва във Висшата лига на Босна и Херцеговина.

## История
„Радник“ е основан на 14 юни 1945 година. В средата на 90-те години за кратко време клубът сменя името си на „Пантери“ Биелина, но скоро си връща предишното име. В премиер-лигата на Босна и Херцеговина клубът дебютира през сезон 2005/06, но още на следващата година попада във втората по сила дивизия, заемайки последното място в групата. През сезон 2011/12 „Радник“ побеждава в Първа лига на Република Сръбска и от сезон 2011/12 отново е участник във Висшата лига на Босна и Херцеговина.
През май 2016 година, побеждавайки сребърния медалист в шампионата „Слобода Тузла“, „Радник“ Биелина печели за пръв път в историята си Купа на Босна и Херцеговина и се класира за участие в еврокупите.

## Клубни успехи
- Купа на Босна и Херцеговина:
  -  Носител (1): 2016
- Първа лига на Република Сръбска:
  -  Шампион (3): 1999, 2005, 2012
- Купа на Република Сръбска:
  -  Носител (7): 2009 – 10, 2012 – 13, 2013 – 14, 2015 – 16, 2016 – 17, 2017 – 18, 2018 – 19 (рекорд)
  -  Финалист (3): 2006 – 07, 2008 – 09, 2010 – 11

## Известни играчи
- Асмир Авдукич
- Бранимир Бажич
- Хусреф Мусемич
- Ризах Мешкович

## Участия в еврохейските клубни турнири
| Сезон   | Турнир      | Кръг   | Съперник           | Домаакин | Гост | Общ резултат |  |
| ------- | ----------- | ------ | ------------------ | -------- | ---- | ------------ |  |
| 2016/17 | Лига Европа | 1 кръг | Берое Стара Загора | 0:2      | 0:0  | 0:2          |  |